# لوسیا موری
لوسیا موری (انگلیسی: Lucija Mori؛ زادهٔ ۳۱ ژانویهٔ ۱۹۸۸) بازیکن فوتبال اهل اسلوونی است.
وی همچنین در تیم ملی فوتبال زنان اسلوونی بازی کرده‌است.